# Ґільзаруд
Ґільзаруд (перс. گيلزارود) — село в Ірані, у дегестані Блукат, у бахші Рахматабад-о-Блукат, шагрестані Рудбар остану Ґілян. У переписі 2006 року вказане як окремий населений пункт, але без відомостей про чисельність населення.

## Клімат
Середня річна температура становить 14,13°C, середня максимальна – 27,96°C, а середня мінімальна – 0,39°C. Середня річна кількість опадів – 817 мм.
| Клімат поселення                              | Клімат поселення | Клімат поселення | Клімат поселення | Клімат поселення | Клімат поселення | Клімат поселення | Клімат поселення | Клімат поселення | Клімат поселення | Клімат поселення | Клімат поселення | Клімат поселення | Клімат поселення |
| Показник                                      | Січ.             | Лют.             | Бер.             | Квіт.            | Трав.            | Черв.            | Лип.             | Серп.            | Вер.             | Жовт.            | Лист.            | Груд.            |                  |
| Середній максимум, °C                         | 11,89            | 11,62            | 12,42            | 17,02            | 20,92            | 26,38            | 27,96            | 27,81            | 23,32            | 20,39            | 16,82            | 12,11            |                  |
| Середня температура, °C                       | 6,29             | 6,00             | 6,82             | 11,42            | 15,32            | 20,77            | 23,70            | 23,57            | 19,08            | 16,13            | 12,57            | 7,86             |                  |
| Середній мінімум, °C                          | 0,69             | 0,39             | 1,21             | 5,82             | 9,70             | 15,17            | 19,46            | 19,32            | 14,82            | 11,89            | 8,32             | 3,60             |                  |
| Норма опадів, мм                              | 76               | 65               | 79               | 57               | 41               | 24               | 24               | 37               | 77               | 121              | 109              | 107              |                  |
| Середньомісячна швидкість вітру, м/с          | 2.22             | 2.50             | 2.48             | 2.49             | 2.24             | 2.24             | 2.51             | 2.19             | 1.92             | 2.08             | 2.01             | 2.10             |                  |
| Середньомісячна сонячна радіація, кДж/м²·день | 7192             | 9423             | 11455            | 15806            | 19704            | 21943            | 22599            | 19200            | 15760            | 11136            | 8881             | 6907             |                  |
| --------------------------------------------- | ---------------- | ---------------- | ---------------- | ---------------- | ---------------- | ---------------- | ---------------- | ---------------- | ---------------- | ---------------- | ---------------- | ---------------- | ---------------- |
| Джерело:                                      |                  |                  |                  |                  |                  |                  |                  |                  |                  |                  |                  |                  |                  |